# Anthora
Anthora, även kallad the deli cup, är en pappersmuggsdesign för kaffe som har blivit synonym med New York.

## Historik
Pappersmuggen designades 1963 av Leslie Buck på Sherri Cup Co. för att marknadsföras till kaféer med grekiskt tema eller ägande. Dessa utgjorde lejonparten av New Yorks kaféer vid den tidpunkten. Pappersmuggen har en meander, ett grekiskt ornament, längs övre och undre kanterna och en amfora i färgerna blått och vitt. I ett större vitt fält finns tre terrakottafärgade rykande kaffekoppar och texten "We are happy to serve you" i ett typsnitt som är inspirerat av antikens Grekland. De blå och vita färgerna är Greklands färger som också finns i den grekiska flaggan. Pappersmuggen blev snart populär för take-away-kaffe även hos andra kaféer än de grekiska. Namnet anspelar på det antika Greklands amfora som var ett lerkrus och det sägs att Leslie Buck som inte hade engelska som modersmål inte kunde uttala "amfora" utan att det lät som "anthora". En annan variant är att pappersmuggen fick sitt namn från ett tryckfel i en artikel om ett sjunket grekiskt skepp. Artikelförfattaren stavade fel på amfora som blev anthora och Leslie Buck tog namnet från artikeln, antingen av okunskap eller trots stavfelet. Andra företag har gjort liknande design, till exempel med diskuskastare och texten "It is our pleasure to serve you".
Pappersmuggen är en vanlig rekvisita i filmer och teveserier som utspelar sig i New York, som till exempel Men in black, På spaning i New York och I lagens namn. Pappersmuggen såldes framförallt till New York och exponeringen i underhållningsmedia har sedan gjort den synonym med staden även i övriga USA. Sedan kafékedjor som Starbucks, The Coffee Bean & Tea Leaf och Tully's Coffee etablerat sig i New York med egendesignade muggar har Anthorans synlighet minskat. År 2005 tillverkades det cirka 200 miljoner Anthoramuggar per år av tillverkaren The Solo Cup Company som äger designen och dessa levererades nästan uteslutande till New York. År 2010 fanns inte dessa pappersmuggar som lagervara men de tillverkades fortfarande på beställning.
New Yorks museum för modern konst, Museum of Modern Art har sedan 2005 salufört en keramikkopp med samma form och tryck som pappersmuggen.

## Designern
Leslie Buck föddes i Khust i dåvarande Tjeckoslovakien som nu tillhör Ukraina, 30 september 1922. Hans födelsenamn var Laszlo Buch och han var av judisk börd. Hans familj deporterades och båda hans föräldrar dog i förintelsen. Leslie Buck och en bror var överlevande från koncentrationslägren Buchenwald och Auschwitz. Efter kriget kom han till USA där han amerikaniserade sitt namn. Han startade företaget Premier Cup i Mount Vernon i staten New York. På 1960-talet började han arbeta som säljchef och marknadsföringschef hos en annan nystartad pappersmuggstillverkare, Sherri Cup. Företaget var inte större än att han från början utgjorde hela personalstyrkan i sin avdelning. Det var på Sherri Cup som han designade och saluförde Anthoran till New Yorks grekiskägda kaféer och delikatesser. Han stannade på Sherri Cup till sin pension 1992 och avled i en stroke den 26 april 2010.